# Graniczna Placówka Kontrolna Zubki
Graniczna Placówka Kontrolna Zubki:
1. pododdział Wojsk Ochrony Pogranicza pełniący służbę na przejściu granicznym ze Związkiem Radzieckim.
2. graniczna jednostka organizacyjna polskiej straży granicznej pełniący służbę na przejściu granicznym i realizująca zadania w ochronie granicy państwowej.

## Formowanie i zmiany organizacyjne
Graniczna Placówka Kontrolna Zubki funkcjonowała od 1976 w strukturze Podlasko Mazurskiej Brygady Wojsk Ochrony Pogranicza jako kolejowa graniczna placówka kontrolna.
W 1991 ochronę granicy państwa przejęła nowo sformowana Straż Graniczna. Graniczna Placówka Kontrolna Bobrowniki-Zubki weszła w podporządkowanie Podlaskiego Oddziału Straży Granicznej.